# إبراهيم بن عبد اللطيف بن عبد الرحمن آل الشيخ
الشيخ إبراهيم بن عبد اللطيف بن عبد الرحمن بن حسن بن الإمام محمد بن عبد الوهّاب، من حفدة الإمام محمد بن عبد الوهاب. ولد بالرياض سنة (1280هـ - 1863). كان حنبلي المذهب، وولي قضاء الرياض من سنة (1321هـ) إلى أن توفي. له رسائل وفتاوى وأجوبة على أسئلة في الدين، وقد طبعت رسائله وفتاواه متفرقة في مجاميع «الرسائل والمسائل النجدية». توفي عام (1329هـ - 1911).

## نسبه
الشيخ إبراهيم بن عبد اللطيف بن عبد الرحمن بن حسن بن محمد بن عبد الوهاب وهم من آل مشرف عشيرة من المعاضيد من فخذ آل زاخر الذين هم بطن من الوهبة من بني حنظلة من قبيلة بني تميم.

## مولده ونشأته
ولد الشيخ إبراهيم—بمدينة الرياض سنة 1280هـ ونشأ بها، وقرأ القرآن على والده الشيخ عبد اللطيف نظرًا؛ثم حفظه عن ظهر قلب؛ ثم شرع في طلب العمل بهمة عالية.

## أبناؤه
أبناؤه مرتبين حسب العُمُر.
- الشيخ عبد الله بن إبراهيم بن عبد اللطيف آل الشيخ
- سماحة المفتي سابقاً محمد بن إبراهيم آل الشيخ.
- الشيخ عبد اللطيف بن إبراهيم بن عبد اللطيف آل الشيخ
- الشيخ عبد الملك بن إبراهيم بن عبد اللطيف آل الشيخ

## مكانته العلمية
برع في العلوم النقلية العقلية، وكانت له المعرفة التامة في الحديث والتفسير والفقه.

## توليه القضاء
عين في قضاء الرياض في أول عهد الملك عبد العزيز سنة 1321هـ واستمر فيه طيلة حياته.